# Matthew Boulton
Matthew Boulton, född 3 september 1728 i Birmingham, död 17 augusti 1809 i Birmingham, var en brittisk fabrikant och ingenjör.
Boultons far ägde en fabrik för metallvaror av diverse slag i Birmingham, vilken Boulton övertog och flyttade till Soho, två mil norr om staden. Då han för fabrikens utvidgning hade behov av en kraftmaskin, trädde han i kontakt med James Watt, vilket ledde till ett allt närmare samarbete och slutligen ett kompanjonskap 1775 i bolaget Boulton & Watt. Det var främst Boultons energi och självuppoffring som gjorde, att Watts ångmaskin slutligen blev en ekonomisk framgång. Tack vare Boultons ansträngningar utsträckte parlamentet Watts patent av 1769 till 1799. År 1800 drog sig de båda kompanjonerna tillbaka från affären, vilken överläts på sönerna.
Boulton intresserade sig även för myntprägling, och tillverkade skiljemynt för Ostindien, Ryssland och även Storbritannien.